# Mateo Chiarini
Mateo Chiarini (Córdoba, 4 settembre 1998) è un cestista argentino.

## Carriera

### Nazionale
Con l'Argentina under 19 ha partecipato al Mondiale di categoria del 2017, concluso all'ottavo posto finale.

## Palmarès
- Supercoppa LNP di Serie B: 1

2023
- Liga Nacional de Básquet: 1

IACC Córdoba: 2021-2022